# Ornamenta (Auszeichnung)
Als Ornamenta bezeichnete man im antiken Rom eine besondere Form der Auszeichnung. Sie beinhalteten – neben den rein äußerlichen Ehrbezeugungen – manifeste Rechtsfolgen, die den derart Ausgezeichneten vom römischen Senat gesondert in Form von Privilegien und Vergünstigungen zugesprochen wurden. Diese Rechtsfolgen ergaben sich sonst ohne besondere ornamenta rein ranggebunden aufgrund der jeweils erlangten Magistratur. Eine Sonderform waren die ornamenta für siegreiche Feldherrn, die seitens des Senats verliehen werden konnten.

## Republik
Die in der Römischen Republik relativ selten erteilten ornamenta, also die Erteilung der ehrenhalberen Rechte einer höheren Stellung, die vom Begünstigten noch nicht bekleidet gewesen war, berechtigte diesen lediglich zur Stimmabgabe in diesem höher angesiedelten Amt. Es befreite den Betreffenden jedoch nicht von einer Bewerbung um das Amt, um es nach einer erfolgreichen Kandidatur auch tatsächlich mit den politischen Rechten ausüben zu können.

### Rechtsfolgen
Die politischen Rechtsfolgen, die sich aus einer ornamenta ergaben, beinhalteten somit das hochgestufte Stimmrecht.
Die ehrenhalberen Sonderrechte der ornamenta gestatteten dem Ausgezeichneten die Insignien des ornierten Amtes bei besonderen Anlässen zu tragen und entsprechende Ehrenplätze bei Zirkus- und Theaterspielen oder bei Festbanketten einzunehmen. Dem Betreffenden wurde neben dem magistratischen Bestattungsrecht auch das Bildnisrecht eingeräumt, nämlich die Aufstellung einer Statue nach seinem Tod.

### Adressaten
Grundsätzlich kamen in den Genuss von Ehrenrechten nur Senatoren, die ein Amt ausübten, oder auch Amtsträger, die zu Beginn einer senatorischen Laufbahn standen. So wurden dem Quästor Marcus Porcius Cato Uticensis die ornamenta praetoria verliehen.
Amtsträger, die außerhalb des regulären cursus honorum standen, konnten ebenso bedacht werden. Der Volkstribun und spätere Prätor Gaius Papirius Carbo wurde um 67 v. Chr. aufgrund seiner erfolgreichen Repetundenklage gegen Marcus Aurelius Cotta mit den ornamenta consulari belohnt.
Von Caesar ist bekannt, dass er zehn senatorischen Legionslegaten (vermutlich cohors praetoria) die ornamenta consularia verlieh.
Besondere Ausnahmen waren selten und vom Senat ehrenhalber erteilte ornamenta an eine im Rang und Stand gänzlich außenstehende Person ist nur von einem primus pilus namens Gnaeus Petreius Atinas sicher überliefert. Dieser erhielt das Ehrenrecht, wegen besonders gezeigter Tapferkeit in einem der Kimbernkriege unter dem Kommando von Quintus Lutatius Catulus die toga praetexta bei öffentlichen Feiern zu tragen.

## Kaiserzeit
Ab der Kaiserzeit entwickelte sich die Verleihung der ornamenta zu einer außerordentlichen Einrichtung. Diese konnten nun unabhängig von einer grundsätzlich zuvor bedingenden, ordentlich tatsächlich geführten Magistratur vergeben werden. Die Zuteilung der Ehrenrechte orientierte sich an einer angenommenen (fiktiven) Amtsausübung des Begünstigten. Die Anwärter auf außerordentliche ornamenta wurden vom Kaiser dem Senat vorgeschlagen, der dann die Auszeichnung vornahm.

### Magistratische Ornamenta
Die fiktiven magistratischen Ornamenta orientierten sich in ihrer Abstufung an der Rangfolge einer tatsächlichen Ämterlaufbahn. So folgten den ornamenta quaestoria die ornamenta aedilicia, die ornamenta praetoria und schließlich die ornamenta consularia.
Zum Personenkreis, die mit ornamenta ausgezeichnet wurden, gehörten dem Kaiser besonders nahestehende oder wichtige Personen an, wie der Prätorianerpräfekt Seianus, der unter Tiberius neben den ordentlichen ornamenta praetoria die außerordentlichen ornamenta consularia erhielt. Unter Claudius wurden auch kaiserliche Freigelassene und sonstige Angehörige des Kaiserhauses mit außerordentlichen ornamenta bedacht.
In den römischen Kolonien wurden die ornamenta decurionalia und duumviralia vergeben.
Die außerordentlich empfangenen magistratischen Ornamenta beinhalteten nur Sonderrechte ehrenhalber. Politische Rechtsfolgen waren, wie bei den Sonderfällen in der Republik, gänzlich ausgeschlossen. Es konnte weder ein Rechtsanspruch auf das jeweilige Amt noch auf die Aufnahme in den Senat daraus abgeleitet werden.

### Ornamenta triumphalia
In Zeiten der Republik wurde dem siegreichen Feldherrn, nach seiner Akklamation zum Imperator durch die Truppen auf dem Schlachtfeld, vom Senat ein Triumphzug durch die Stadt Rom bewilligt. Nach dem abgehaltenen Triumph verblieben dem Ausgezeichneten einige äußerliche Ehrabzeichen der ornamenta triumphalia.
Seit Augustus, der nur noch dem Prokonsul Lucius Cornelius Balbus Minor als siegreichen Imperator einen Triumph durch den Senat gewähren ließ, ging mit dem Prinzipat das Recht auf einen Triumph vollständig auf den Kaiser über. Nachfolgenden Imperatoren wurde kein Triumph mehr bewilligt. Sie erhielten stattdessen von dem vom Feldzug abwesenden Kaiser die äußerlichen Ehrabzeichen der ornamenta triumphalia gestattet, wenn er die ausgesprochene Imperatorenakklamation akzeptierte und für sich persönlich als allein berechtigter Adressat in Anspruch nahm. Triumphzüge fanden somit nur noch dann statt, wenn der Kaiser in eigener Person den siegreich abgeschlossenen Feldzug ausgeführt hatte. Zuletzt sind nur noch unter Kaiser Hadrian erteilte ornamenta triumphalia, anlässlich des Bar-Kochba-Aufstands, an siegreiche Untergebene gesichert überliefert.